# 822-й истребительный авиационный полк ПВО
822-й истребительный авиационный полк (822-й иап) — воинская часть истребительной авиации, принимавшая участие в боевых действиях Великой Отечественной войны.

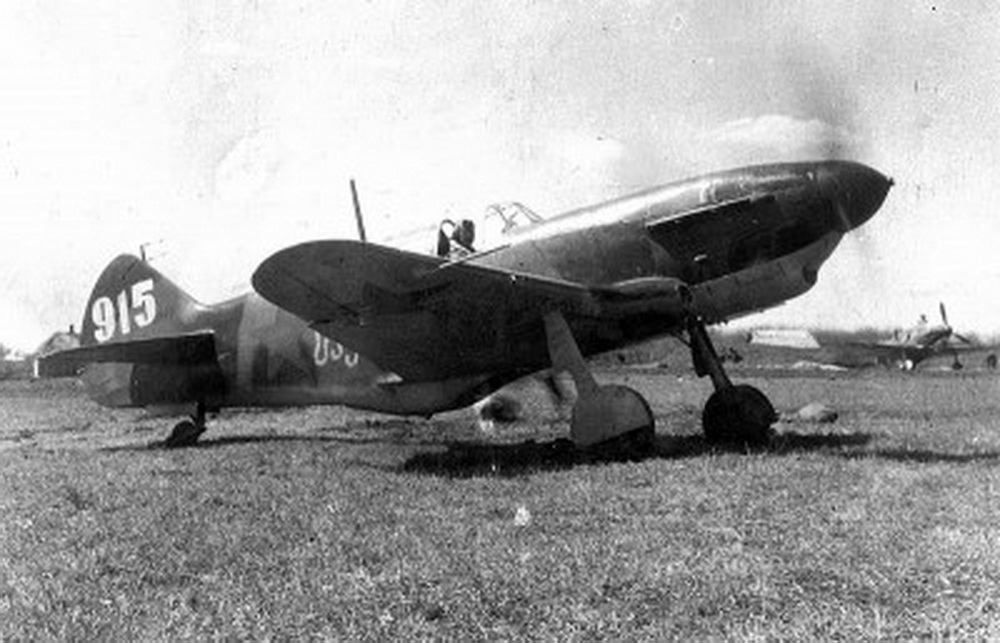
Самолёт ЛаГГ-3 полк освоил в марте 1942 года и воевал на них до июля 1943 года.

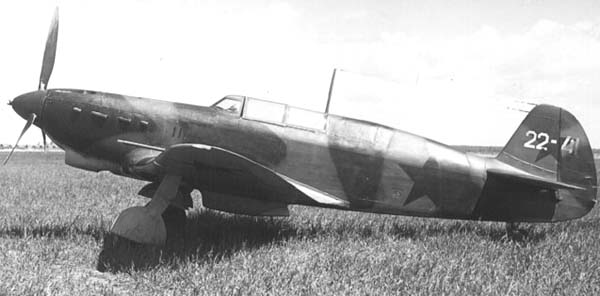
Самолёт Як-7Б пришел на смену ЛаГГ-3 в июле 1943 года. На них полк прововеал до конца войны.

## Наименования полка
- Третий безномерной истребительный авиационный полк[1][2];
- 822-й истребительный авиационный полк[1][2];
- 822-й истребительный авиационный полк ПВО[1][2];
- Войсковая часть (полевая почта) 21967[1][2].

## История и боевой путь полка
Полк сформирован 22 декабря 1941 года по штату 15/174 как третий безномерной истребительный авиационный полк при 25-м запасном истребительном авиаполку ВВС Закавказского военного округа на аэродроме Аджикабул Азербайджанской ССР приказом 25-го зиап № 026 от 22.12.1941 г. 15 января 1942 года полк закончил обучение на самолётах МиГ-3 при 25-м запасном истребительном авиаполку. В марте 1942 года вместо личного состава, отправленного на Южный фронт, получил молодое пополнение из авиашкол. 23 марта 1942 года полк получил наименование 822-й истребительный авиационный полк.
В период с 23 марта по 12 июня 1942 года полк в 25-м запасном истребительном авиаполку освоил истребители ЛаГГ-3. С 13 июня 1942 года полк включен в состав 8-го истребительного авиакорпуса ПВО Бакинской армии ПВО Закавказской зоны ПВО с одновременным перебазированием в город Грозный. 2 августа полк передан из 8-го иак ПВО в состав 105-й истребительной авиадивизии ПВО (оперативно подчинялась штабу Северо-Кавказского и — с сентября — Закавказского фронтов). С 7 августа 1942 года полк приступил к боевой работе в составе 105-й истребительной авиадивизии ПВО на самолётах ЛаГГ-3.
Полк в составе дивизии после оставления советскими войсками Ростова-на-Дону выполнял задачу противовоздушной обороны городов Грозный, Орджоникидзе, Махачкала, железнодорожных узлов, мостов, перегонов в границах Грозненского дивизионного района ПВО.
Первая известная воздушная победа полка в Отечественной войне одержана 17 сентября 1942 года: звеном ЛаГГ-3 (ведущий капитан Ковалев Н. И.) в воздушном бою в районе Капустино—Наурская сбит немецкий истребитель Bf-109. 22 февраля 1943 года полк из 105-й иад ПВО передан в состав 126-й истребительной авиадивизии ПВО Грозненского района ПВО (оперативно подчинялась штабу Закавказского фронта) с задачей прикрытия важнейших важных государственных объектов в городах Минеральные Воды, Грозный, Армавир, Тихорецк, Кропоткин, Краснодар. В этот период Битвы за Кавказ полк взаимодействовал с авиационными полками 4-й воздушной армии Северо-Кавказского фронта.
С августа 1943 года по июль 1944 года полк осваивал истребители Як-7б.
С апреля 1944 года дивизия вошла в состав Южного фронта ПВО и участвовала в борьбе с авиацией противника, проводящей разведывательную деятельность и наносившей отдельные бомбардировочные удары по объектам а районах Минеральные Воды, Грозный, Краснодар, по железнодорожным узлам Гудермес, Прохладный и Невинномысская.
В июле 1944 года полк из 126-й иад ПВО передан в состав 127-й истребительной авиадивизии ПВО 10-го корпуса ПВО Южного фронта ПВО. В сентябре 1944 года из 127-й иад ПВО передан в состав 2-й гвардейской истребительной авиадивизии ПВО. С 6 октября 1944 года полк вновь включен в действующую армию и приступил к боевой работе в составе 2-й гвардейской истребительной авиадивизии ПВО 12-го корпуса ПВО Южного фронта ПВО на самолётах Як-7б. С 24 декабря 1944 года вместе с дивизией включен в состав войск Юго-Западного фронта ПВО (преобразован из Южного фронта ПВО). В марте 1945 года из 2-й гвардейской истребительной авиадивизии ПВО передан в состав 126-й истребительной авиадивизии ПВО 11-го корпуса ПВО Юго-Западного фронта ПВО. В апреле 1945 года вместе дивизией передан из 11-го Корпуса ПВО в состав 85-й дивизии ПВО Юго-Западного фронта ПВО. День Победы 9 мая 1945 года полк встретил на аэродроме города Цвёльфаксинг в Австрии.
Всего в составе действующей армии полк находился: с 7 августа 1942 года по 1 марта 1943 года и с 6 октября 1944 года по 9 мая 1945 года.
Всего за годы войны полком:
- Совершено боевых вылетов — не менее 725
- Проведено воздушных боев — не менее 35
- Сбито самолётов противника — 19, из них:
  - бомбардировщиков — 11
  - истребителей — 8
- Свои потери (боевые):
  - летчиков — 4
  - самолётов — 7

## Командир полка
- майор, подполковник Андреев Вениамин Всеволодович, 22.12.1941 — 04.04.1945
- майор Зиновьев Александр Павлович, 04.04.1945 — 05.10.1945

## Послевоенная история полка
После войны полк в составе 126-й истребительной авиадивизии ПВО 85-й дивизии ПВО Юго-Западного округа ПВО продолжал выполнять задачи ПВО на самолётах Як-7б. Полк базировался на аэродроме Цвёльфаксинг в Австрии до августа 1945 года, затем перебазировался вместе с дивизией на аэродромный узел Тыргшору-Ноу в Румынии. С 1 февраля полк с дивизией вошли в состав 21-й воздушной истребительной армии ПВО Юго-Западного округа ПВО. Директивой ГШ КА № орг/10/88861сс от 15.12.1945 г., приказом 21ВИА ПВО № 00240 от 24.01.1946 и приказом командира 126 иад ПВО № 0012 от 26.01.1946 г. 822-й истребительный авиационный полк ПВО расформирован на аэродроме Тыргшору-Ноу. Личный состав и техника переданы в другие полки дивизии.

## Отличившиеся воины полка
- Мартыс Григорий Константинович, лейтенант, командир звена. Указом Президиума Верховного Совета СССР от 14 февраля 1943 года за образцовое выполнение заданий Командования на фронте борьбы с немецкими захватчиками и проявленные при этом доблесть и мужество награждён Орденом Ленина. Посмертно[5].

## Лётчики-асы полка
| Фамилия, имя отчество        | Награды | Сбито самолётов (+ в группе) | Примечание |
| ---------------------------- | ------- | ---------------------------- | --- |
| Галахов Петр Александрович   |         | 6 + 2                        | Летчик полка: август 1942—1943 год. 15.10.1944 г. сбит в воздушном бою, считался погибшим. Раненый попал в плен, возвратился после освобождения наступающими войсками. |
| Ковалев Николай Иванович     |         | 9 + 3                        | Лётчик полка: август 1942 — апрель 1943. ЛаГГ-3. Боевых вылетов: 370; воздушных боев: 82. Участник Советско-японского конфликта на реке Халхин-Гол (1939), Советско-финляндской войны (1939—1940). Согласно автобиографии из личного дела пилота, принимал участие в 20 воздушных боях, в которых сбил 5 японских самолётов, но это не подтверждается какими-либо архивными документами. |
| Репихов Григорий Прокопьевич |         | 6 + 0                        | Лётчик полка: август 1942 — февраль 1943 г. ЛаГГ-3. Участник Китайско-японской войны (1938—1940), боевую работу вел на И-16. Погиб 15 декабря 1944 г. Сбит в воздушном бою. По наградному материалу в период работы в системе ПВО ТС сбил в группе 16 самолётов противника, но это не подтверждается какими-либо оперативными и отчетными документами.                                   |